# Decillió
Decillió, más néven tíz a hatvanadikon: 1060. Kiírva: 
1060 = 1 000 000 000 000 000 000 000 000 000 000 000 000 000 000 000 000 000 000 000 000 = tíz a hatvanadikon.
Ez a szám a tíz egyik hatványa. Ezerszerese: 1063 (decillárd)